# Folke Olhagen
Karl Gustaf Folke Olhagen, ursprungligen Ohlsson, född 22 februari 1922 i Skara, död 24 juli 1991 i Stockholm, var en svensk radio- och TV-journalist. Han var gift med  Gun Olhagen och svåger till Brita Olhagen.

## Biografi
Olhagen tog realexamen 1939 och examen vid Stockholms handelsgymnasium 1942. Han arbetade först på Skaraborgs Läns Tidning och var därefter anställd vid Statens utlänningskommission 1944–1947 innan han började som reporter på Sveriges Radios nyhetsavdelning 1947.
Olhagen var i radio känd under 1950-talet bland annat som Novisen vid spisen med Tore Wretman, och som domare i Vi som vet mest, en tävling i allmänbildning mellan svenska gymnasier. 
Han är begravd på Skogskyrkogården i Stockholm.

## Filmografi
- 1956 - Sjunde himlen
- 1964 - Svenska bilder
- 1985 - Mitt liv som hund